# Arnaldus de Villanova
Arnaldus de Villanova sau Arnaud de Ville-Neuve, Arnold(us) de Villa Nova, Arnaldus Villanovanus, Arnaldo de Villanova ( c. 1235 - 1311) a fost alchimist, astrolog, medic, teolog, unul dintre cei mai celebri erudiți ai secolului al XIII-lea.

## Biografie
S-a născut la Valencia.

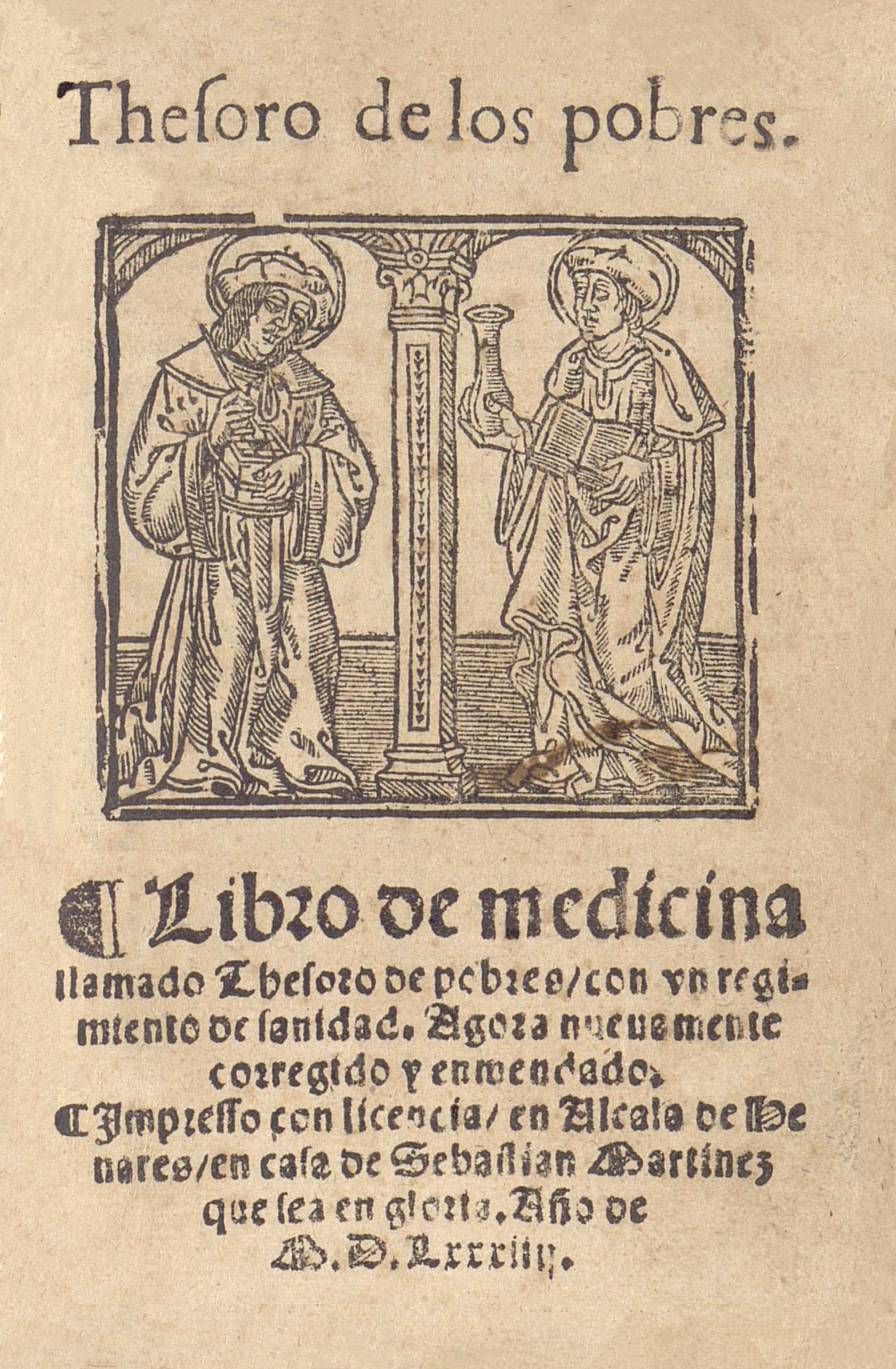
Thesoro de los pobres (1584).

A călătorit prin Franța, Italia, Spania, atât ca medic, cât și ca ambasador. Renumele său a fost răsunător: printre pacienții săi s-au numărat trei papi și trei regi.
Susținând reformarea bisericii, a fost acuzat de erezie și întemnițat. A fost salvat de la ardere pe rug de către papa Bonifaciu al VIII-lea, care îi fusese pacient. În 1309 este din nou închis la Paris, datorită reputației proaste de alchimist, iar Universitatea de la Sorbona dispune arderea cărților sale filozofice. Pentru a scăpa de Inchiziție, se refugiază în Sicilia, la curtea lui Frederic al II-lea.
Mai târziu este chemat la Avignon ca medic al papei Clement al V-lea, dar moare naufragiat în largul golfului genovez.

## Opera

Opere

### Scrieri
Printre scrierile sale, care s-au păstrat până azi, putem menționa:
- Thesaurus Thesaurorum
- Rosarius Philosophorum
- Novum Lumen
- Flos Florum
- Liber de Vinis
- Breviarium Practicae